# Henna
Henna (Lawsonia inermis) este un arbust spinos din familia litraceelor (Lythraceae), originar din regiunile tropicale și subtropicale din nordul Africii, Asia și Australia, cu frunze mici, dispuse față în față, și flori frumos mirositoare, a căror culoare variază de la alb la roșu. Este cultivată pentru colorantul obținut din frunzele uscate și zdrobite și ca plantă ornamentată și medicinală. Colorantul numit și el „henna” are o culoare roșcat-maronie și este folosit la vopsirea părului, ca tatuaj și colorant industrial.

## Descriere
Arbust sau arbore mic foarte ramificat, glabru, atingând până la 6–12 m în înălțime, cu scoarță cafeniu-cenușie și ramurile tinere patrunghiulare, plantele bătrâne, prezintă, uneori, ramuri mici cu extremități spinoase de 3,5 cm lungime.
Frunzele sunt opus decusate, simple și întregi, aproape sesile; stipelele sunt minuscule; limbul este eliptic sau alungit sau larg lanceolat, de 1-8,5 cm x 0,5–4 cm, cuneiform la bază, ascuțit sau rotunjit la vârf, cu nervuri penate.
Inflorescența este un panicul terminal de talie mare, piramidal, atingând până la 25 cm lungime, cu numeroase flori.
Florile sunt bisexuate, regulate, tetramere, odorante; pedicelul de 2–4 mm lungime; caliciul cu un tub atingând până la 2 mm lungime și lobi ovali de 2–3 mm lungime; petalele sunt rotunde sau obovale, de 1,5–4 mm x 4–5 mm, de obicei, albicioase, uneori roșiatice; are 8 stamine, inserate în perechi pe marginea tubului caliciului, cu filamente de 4–5 mm în lungime; ovarul este superior, patrulocular, stilul este erect, până la 5 mm în lungime, stigmatele sunt capitate.
Fructele sunt niște capsule globuloase, de 4–8 mm în diametru, violet-verzi, indehiscente sau se deschid neregulat, conținând numeroase semințe; semințele sunt 4-angulare, de 2–3 mm lungime, cu învelișul gros.

## Originea și răspândirea geografică
Originea hennei (Lawsonia inermis) este necunoscută. Datele lingvistice susțin o origine a hennei din regiunea Belucistan (Iran și Pakistan) până în vestul Indiei, unde crește în stare sălbatică. De acolo, ea s-ar fi răspândit spre est până în India și Indonezia, și spre vest până în Orientul Mijlociu, unde a devenit una dintre cele mai importante plante din Islam. Ea era deja menționată în Biblie (în Cântarea Cântărilor) pentru parfumul ei ("kopher" - hena), și în Egiptul antic ("kwpr"). Mai târziu, ea a urmat armatele și comercianții islamici din Arabia până în Spania, Africa de Nord, Madagascar, Insulele Moluce, Indochina și Japonia.
Acum henna este găsită peste tot în regiunile tropicale și subtropicale. Henna este cultivată în principal în grădini familiale și producția sa comercială se limitează la câteva locuri din India, Pakistan, Iran, Egipt, Libia, Niger și Sudan. În Africa, este de multe ori aclimatizată, mai ales pe soluri aluvionare de-a lungul râurilor. În Madagascar, ea a devenit atât de frecventă de-a lungul unor râuri încât nu mai trebuie să fie cultivată.

## Habitat
Henna necesită temperaturi ridicate (o media zilnică optimă de aproximativ 25 °C) pentru a germina, crește și a se dezvolta. Se adaptează la o gamă largă de condiții. Tolerează soluri sărace, pietroase și nisipoase, dar de asemenea se adaptează bine și la soluri argiloase grase  fertile. Ea tolerează umiditate scăzută a aerului, precum și seceta. Sunt adesea întâlnite plante aclimatizate nu numai în albiile râurilor inundate temporar și păduri riverane, dar de asemenea și pe versanții dealurilor și în crăpăturile din roci, până la 1350 m altitudine.

## Proprietăți chimice

Lawsona, principiul colorant al hennei

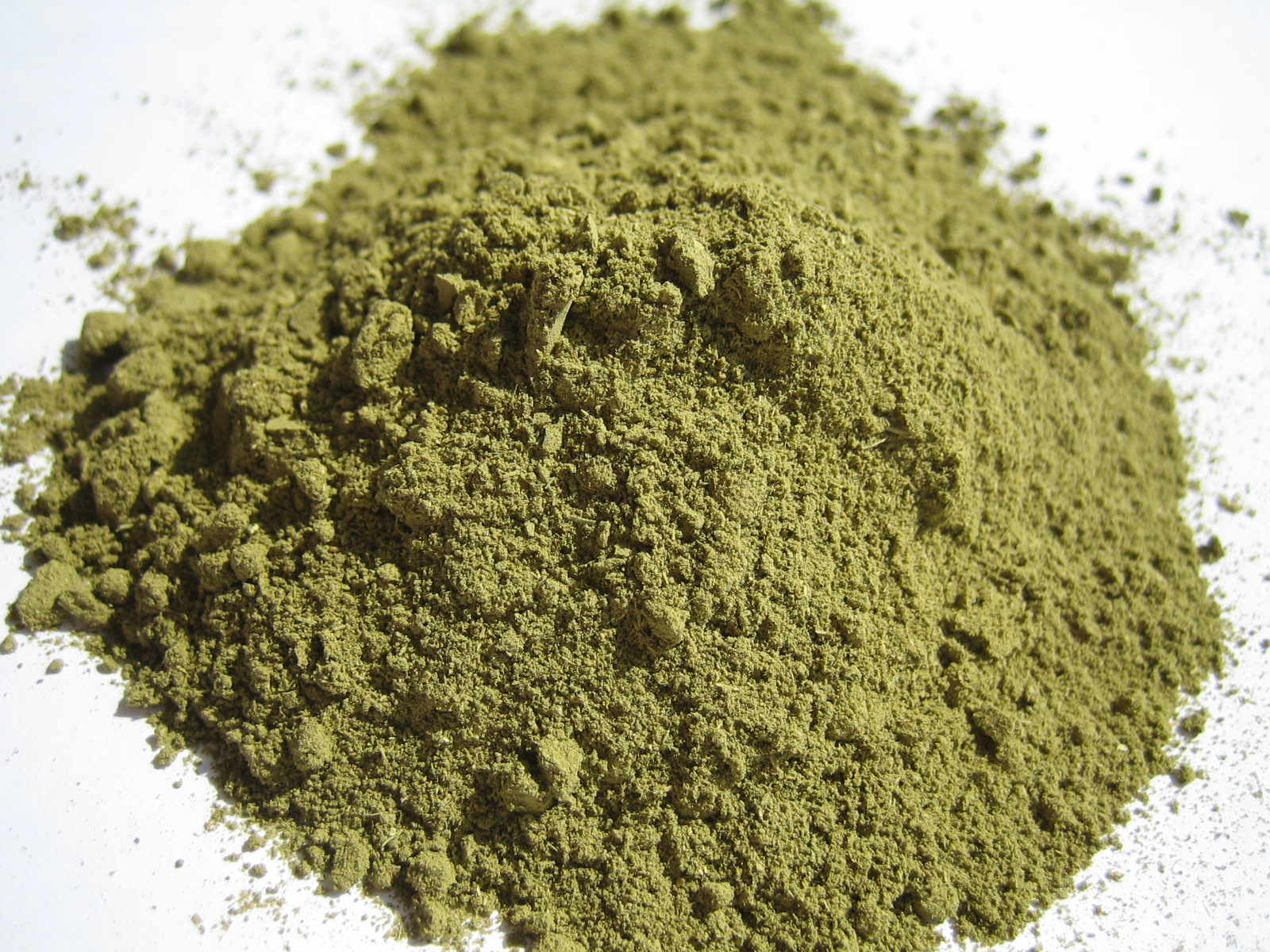
Pulberea de henna

Principiul colorant găsit în henna este lawsona sau 2-hidroxi-1,4-naftochinona (naftalendiona), care este prezentă în frunzele uscate la o concentrație de 0,5-2%. Acesta se fixează puternic pe proteine, ceea ce face vopsire foarte rezistentă și durabilă. Alți compuși chimici ai hennei sunt flavonoidele (luteolina, acacetina) precum și acidul galic, care contribuie în calitate de mordanți organici la procesul de vopsire; glucidele (gelatina vegetală, mucilagiul) conferă pastei de henna o consistență dorită pentru a se fixa de păr și pot astfel juca un rol în pătrunderea lawsonei în păr și alte țesuturi.
Tulpina conține cantități variabile de taninuri. Prin distilare cu vapori, florile dau 0,01–0,02% ulei esențial (ulei de hennă), care conține în principal α- și β-ionone, care pot servi ca bază în parfumerie. Semințele conțin aproximativ 10% de ulei nesicativ vâscos, compus în principal din acizi oleic, linoleic și stearic. Acest ulei nu are nici o importanță comercială, dar este folosit de exemplu în Uganda, pentru a unge corpul.
Henna are proprietăți antiinflamatoare, analgezice și antipiretice, dar poate avea și efecte secundare ca anemia hemolitică în caz de deficit de enzima glucozo-6-fosfat dehidrogenază. Testele efectuate pe șobolani au arătat ca extractele din scoarță au proprietăți hepatoprotectoare și anti-oxidante. Extractele din henna prezintă de asemenea proprietăți moluscicide și tripanocide. Extractul din frunze are proprietăți antitumorale și tuberculostatice în testele pe șoareci. El a arătat un spectru larg fungitoxic în cursul testelor pe diverse dermatomicoze, care a fost atribuit lawsonei. În India, preparatele pe bază de henna au demonstrat o activitate anticoncepțională.

## Sorturile de henna
În comerțul internațional, există trei sorturi de henna: verde, neagră și neutră, dar compoziția lor nu este întotdeauna clară.
- Henna verde este fabricată din frunzele tinere de henna, dându-i o culoare intens roșie sau roșu-brună.
- Henna neagră poate fi o hennă cu un conținut crescut de lawsonă în frunze (fiind și cea mai scumpă), dar poate fi de asemenea o hennă amestecată cu frunze de indigoferă sau cu un compus chimic - parafenilendiamină (PPD) pentru vopsirea părului în negru. Parafenilendiamina poate provoca reacții alergice cutanate grave și arsuri ale pielii.
- Henna neutră pot fi o hennă de calitate inferioară, dar uneori acest termen este folosit pentru a indica orice colorant natural de păr, de exemplu frunzele de Senna italica, care nu conține frunze de henna.

## Utilizări

### Colorant
Henna a fost utilizată pe scară largă pentru vopsirea mătasei, lânii și într-o măsură mai mică a bumbacului, fără mordansare sau după o baie cu mordant, scufundând fibrele textile într-o baie de henna fierbinte și acidulând cu oțet sau, suc de lămâie. Diverse culori portocalii și roșii pot fi obținute prin adăugarea altor ingrediente. Acest colorant servește adesea drept culoare de fond pe care este aplicat apoi indigo pentru a se obține un negru profund și care nu iese la spălat. La marocani, pielea este încă vopsită cu henna.

### Cosmetică

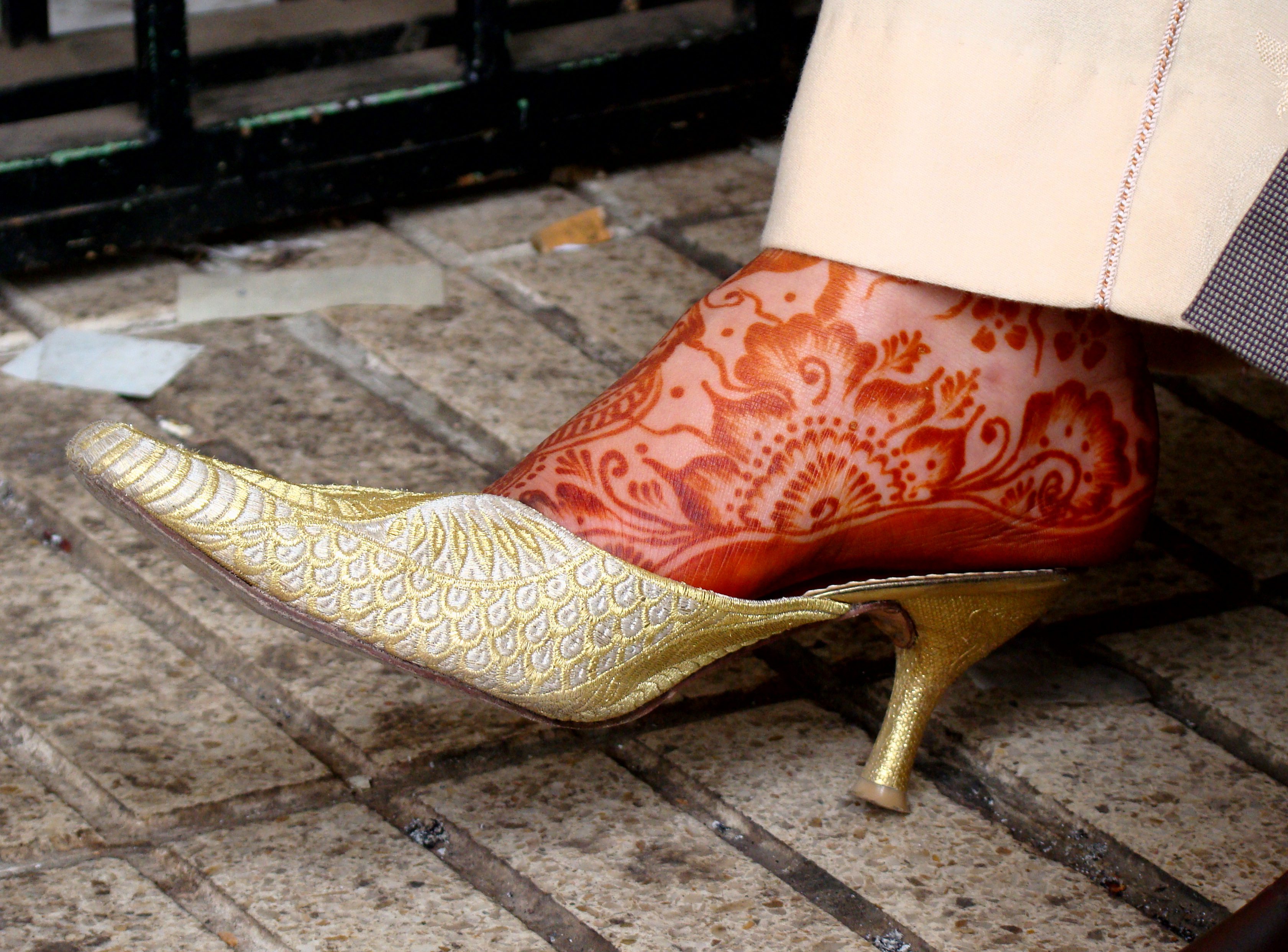
Un picior de femeie desenat cu henna în Maroc.

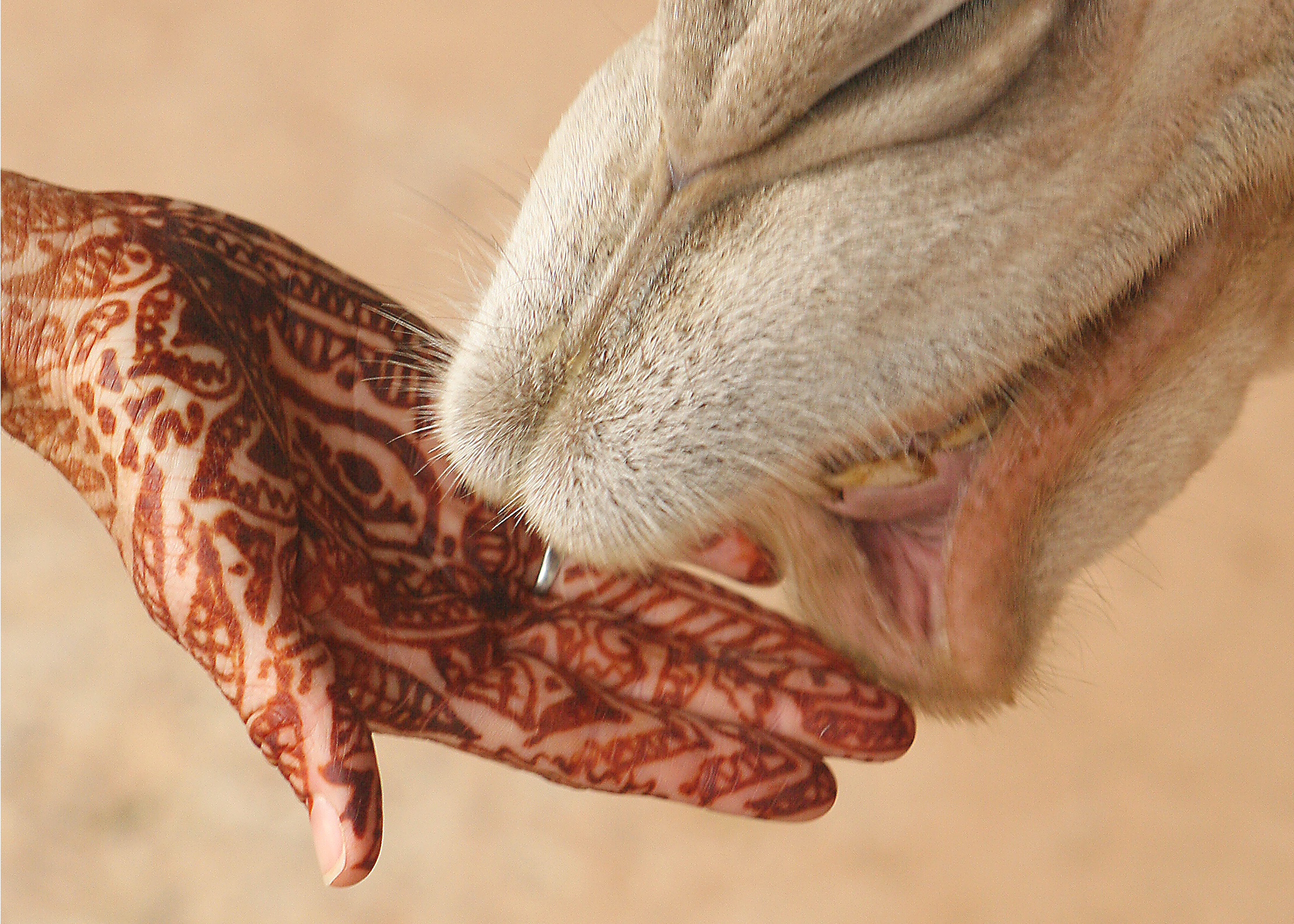
Mână desenată cu henna.

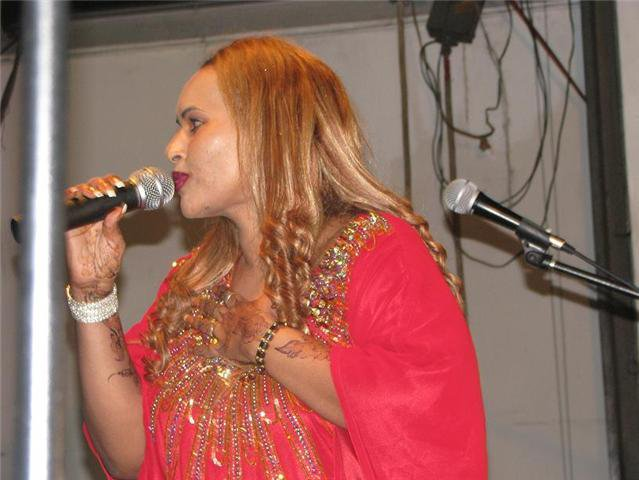
Cântăreața somaleză Fartuun Birimo poartă desene cu henna pe mână și braț.

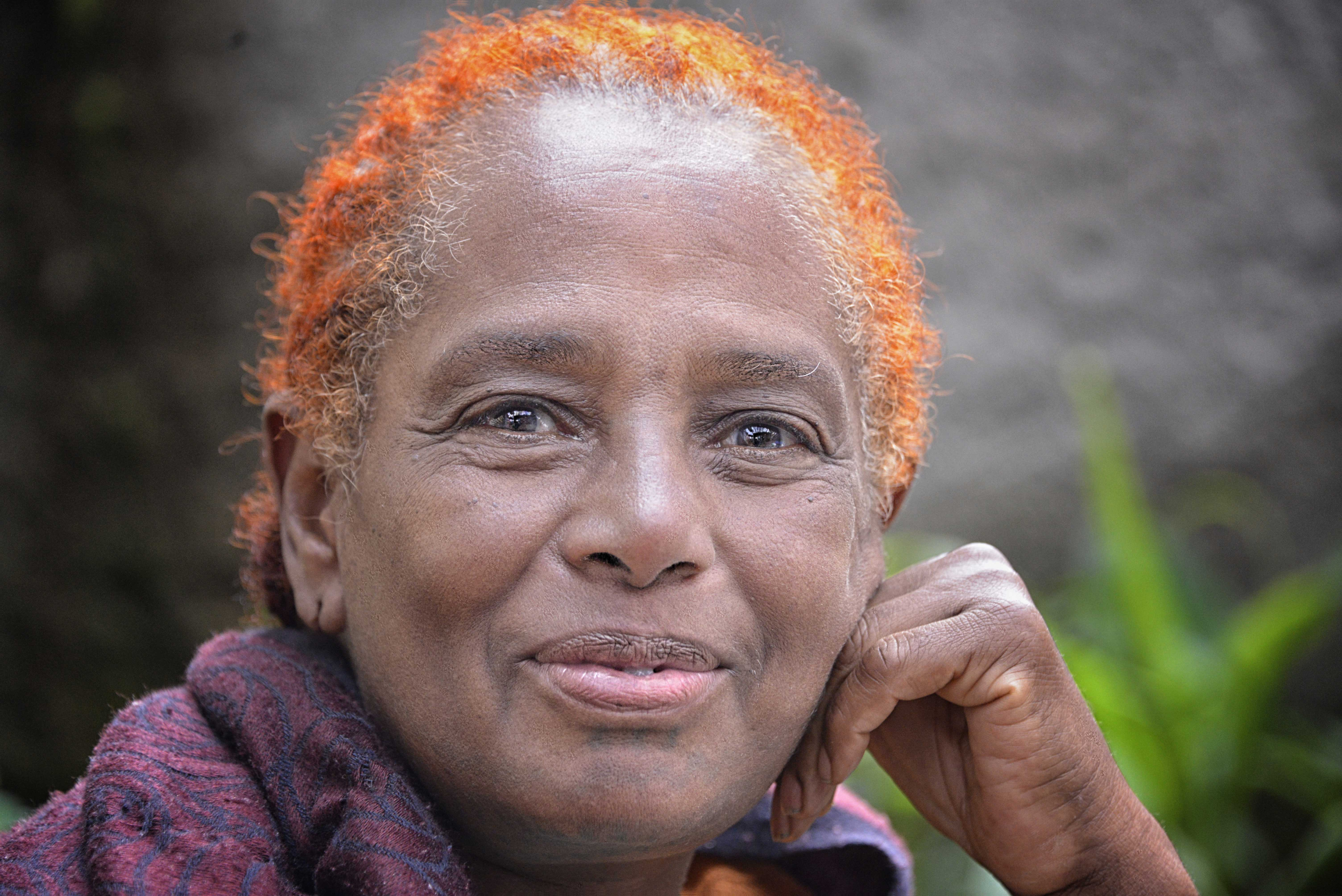
O femeie etiopiană cu părul vopsit cu henna.

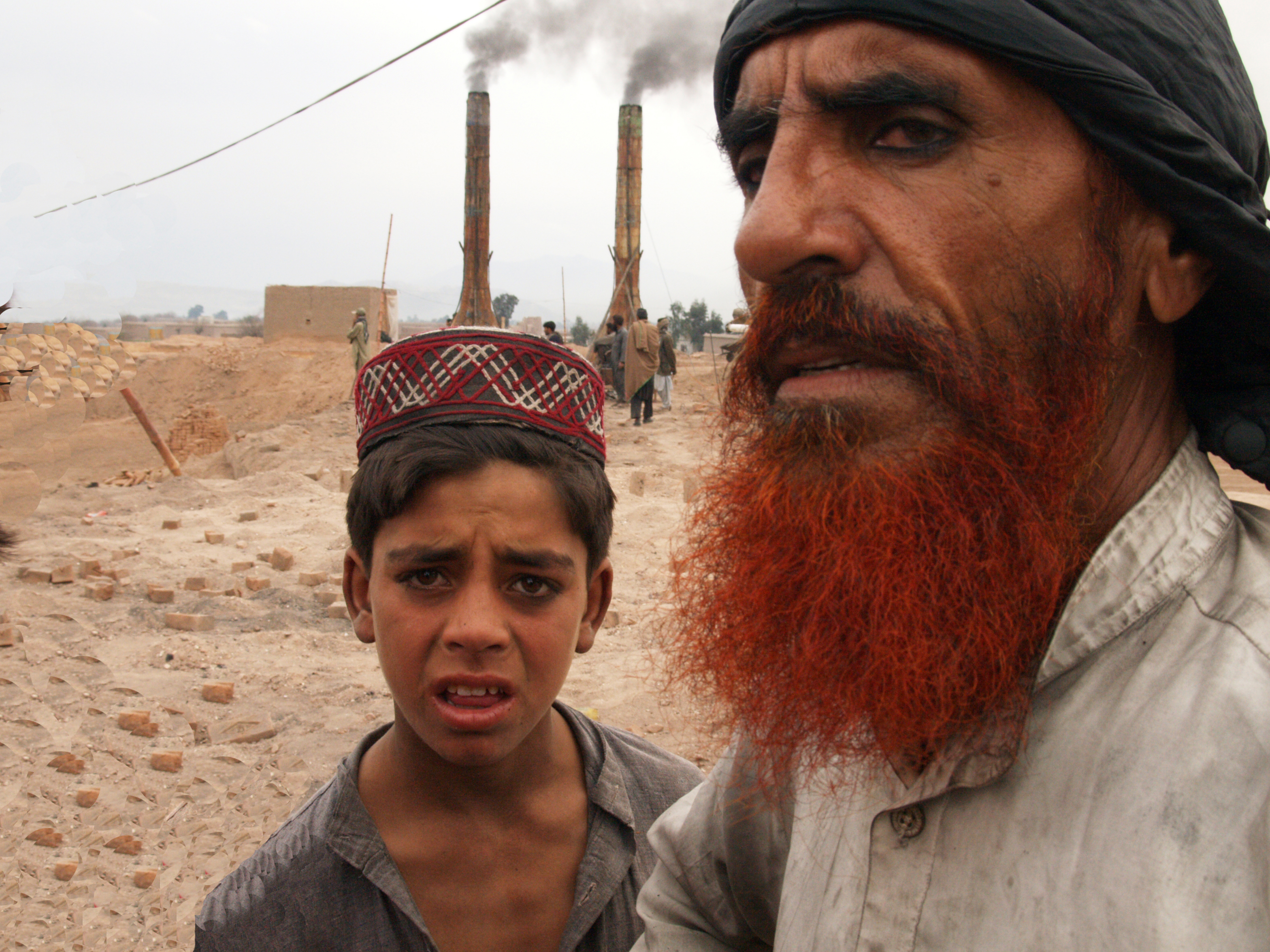
Barba unui musulman colorată cu henna.

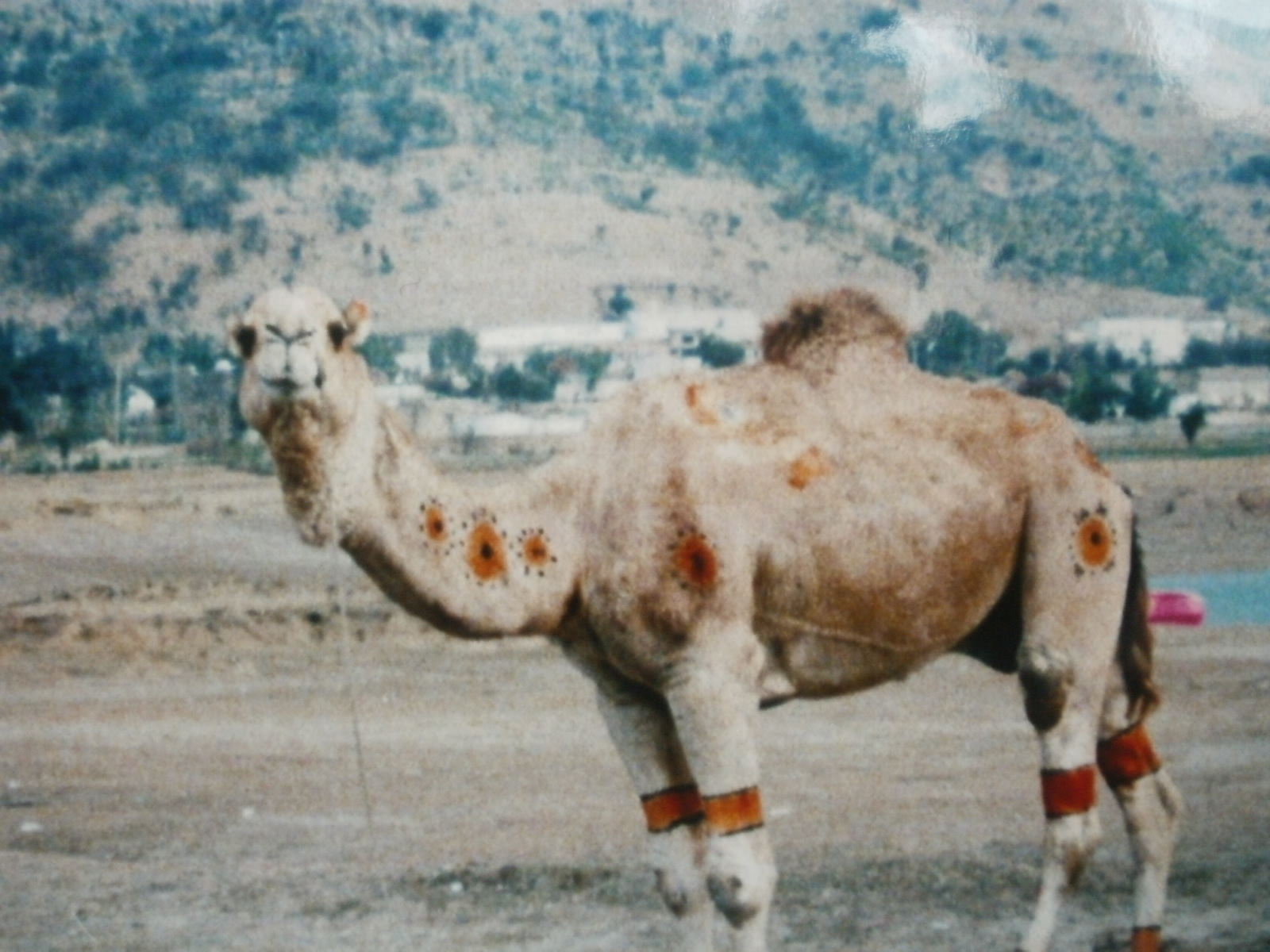
O cămilă decorată cu henna.

Henna este una dintre cele mai vechi surse de produse de cosmetică din lume. Colorantul obținut din frunzele sale este folosit pentru colorarea unghiilor, vopsirea sau decorarea mâinilor,  picioarelor și vopsirea părului. Manuscrisele demonstrează utilizarea hennei cu peste 2500 de ani în urmă.
În Islam, hinduism și budism henna este utilizată în numeroase ceremonii, mai ales în căsătorie. Utilizarea hennei pentru vopsirea palmelor mâinilor și tălpilor picioarelor de către femeile căsătorite este răspândită la musulmane. Printre pregătirile pentru ceremonia de nuntă, mâinile și picioarele miresei sunt adesea decorate foarte minuțios, în credința că henna purifică și protejează; desenele variază de la o regiune și o cultură la alta, indicând de exemplu stare bună de sănătate, fertilitate, înțelepciune și cultură spirituală. În unele părți din Africa, se preferă desenele mari și negre, geometrice. Conform unui obicei popular, cu deosebire în țările Magrebului, în ajunul nunții, mireasa organizează o petrecere exclusiv între femei, „Seara de Henna”, în care participantele - rude și prietene - folosesc o cremă roșiatică făcută dintr-un amestec de pulbere de henna cu ulei de măsline cu care își vopsesc palmele.
Mehndi (un echivalent al tatuajului) este arta tradiționala indiană sau arabă a vopsirii cu henna a corpului.
Henna este frecvent utilizată de către femei pentru vopsirea unghiilor în Asia de Sud-Est, Indochina și în Japonia.
Musulmanii obișnuiesc să-și vopsească barba cu henna în amintirea lui Mohamed, care a avut barba roșie, cât și părul cămilelor și coama cailor demnitarilor la parade importante.
Henna este folosită ca pigment al vopselelor de păr în întreaga lume. O gamă largă din nuanțe, de la acaju blond strălucitor până la șaten și negru profund și intens pot fi obținute prin utilizarea aditivilor sau prin combinarea cu alți pigmenți - pentru a da o culoare neagră părului se adaugă, de obicei, indigo.
Pentru a prepara vopsea pentru piele, unghii și păr, frunzele proaspete sau uscate sau pudra de henna sunt amestecate cu apă adăugându-se suc de lămâie și oxid de calciu pentru a obține o pastă. În funcție de utilizare, de culoarea dorită și de locul aplicării, pot fi adăugate alte substanțe, ca extractul din gambir (Uncaria gambir), pulberea din nuca de areca (Areca catechu), indigo sau alaun. Se aplică pasta cu grijă pe piele sau pe unghii sau se fricționează părul, apoi se lasă pentru a acționa 6-12 ore, capul este acoperit cu un prosop umed sau, uneori, cu o frunze de betel (Piper betle). Culoarea este durabilă și rezistentă la spălare.

### Parfumerie
Utilizarea parfumului din flori de henna este în mare măsură limitată la Egipt, nordul Indiei și Java. De culoare verzuie, acesta este obținut prin macerarea florilor în ulei, preferabil în ulei de ben (Moringa peregrina) care nu râncezește ușor.

### Plantă ornamentală și industrială
Henna este larg cultivată în grădini ca plantă ornamentală sau gard viu, și este apreciat pentru parfumul puternic și plăcut al florilor sale, care amintește pe acel al trandafirului chinezesc (Rosa chinensis).
Lemnul de henna este fin granulat, tare, și timp îndelungat a fost folosit pentru a fabrica țăruși de cort și mânere de unelte în India, dar este de asemenea folosit și ca lemn de foc. Fibrele ramurilor precum și scoarța trunchiului sunt utilizate în Kenya pentru a face coșuri împletite, rămurele servesc ca periuțe de dinți în Indonezia.

### Plantă medicinală
În medicina tradițională, henna este folosită ca un panaceu împotriva aproape tuturor bolilor.
Vor fi menționate aici numai utilizările medicinale confirmate prin studii clinice. Extractele din frunze au un efect astringent asupra pielii, ea devenind întrucâtva hidrofobă. Acest efect, asociat cu o ușoară acțiune bactericidă și fungicidă, îl face un medicament util pentru uz extern împotriva multor afecțiuni ale pielii și unghiilor. Vopsirea parului cu henna omoară în mod eficient păduchii.
În medicina arabă și indiană, preparatele din frunze, care conțin uneori alte părți ale plantei (rădăcina), sunt utilizate în mod eficient ca remediu abortiv și emenagog și pentru a declanșa nașterea. Un decoct din frunze și rădăcini este eficient împotriva unor forme de diaree. În Coasta de Fildeș și nordul Nigeriei, frunzele sunt folosite pentru a trata tripanosomiaza.